# 下野紘
下野紘（日语：／ Shimono Hiro，1980年4月21日—），日本男性聲優。東京都出身，I'm Enterprise所屬。

## 人物
- 高中社團活動為戲劇社，畢業於日本演技研究所。
- 有一個姊姊，兩個妹妹。
- 喜歡的顏色是白色、黑色、藍色。
- 喜歡的食物是から揚げ（一種和式炸物）。討厭吃海鮮類。
- 聲優歌唱組合「Root」的隊長（其他成員為石井一貴、宮本克哉）。2003年10月8日開始活動，2007年10月8日為止解散。
- 2006年7月左右在自己的部落格（現已關閉）公開表示開始戴眼鏡。理由是雖然原本視力不好有戴隱形眼鏡，但是常常戴著隱形眼鏡就睡著，並且用日拋的話隱形眼鏡的消費量也會太多。
- 喜歡日本偶像團體嵐那種自然的感覺，在卡拉OK的拿手歌曲是嵐的歌曲『Happiness』。
- 2009年8月8日部落格再開，名为。命名原因是因爲下野自己是節目的忠實影迷。
- 2021年7月2日，I'm Enterprise證實嚴重特殊傳染性肺炎的PCR檢測呈陽性反應，接受醫療機關的指示進行療養[2]。7月12日由I'm Enterprise宣佈身體已康復，並於次日起重新開始活動[3]。

### 特色
- 以少年角色的演出爲主。雖然也演出很多S·A特優生的狩野宙或Sketch book～素描簿～的根岸大地等笨拙角色，從不可靠的美男子到如破天荒遊戲的一般冷靜透徹的美少年，再如遊戲交響曲傳奇 拉塔特斯克的騎士中扮演的艾密爾・凱斯塔尼耶具有雙面性格的角色也有廣泛地演出。
- 從只有神知道的世界中更可看見本人對於飾演多種角色時能夠充分利用其靈活變化聲音。

### 逸話
- 名字曾被誤認、誤打成「下野絋」。（廣播本人談）
- 剛出道沒多久時，因為極度緊張常常沒有辦法好好地向前輩打招呼（本人談）。
- 說話時常咬舌，在初期的『VOICE CREW』中隨處可見。
- 對的喜愛程度非同尋常。在擔任『VOICE CREW』的主持的時候曾開辦了與聽眾交流調理方法。
- 看上去比實際年齡年輕，30歲生日的第二天還在街上被誤認爲學生（本人部落格記事）。
- 與梶裕貴一起擔任雙主持人，開始了廣播，和梶裕貴之間的交流加深，廣播錄完後一定會一起去吃飯，並且梶裕貴常常在部落格介紹和下野吃飯的情形。
- 常常被谷山紀章和福山潤在錄音現場（王牌投手 振臂高揮）一起玩弄，下野也數度被谷山在脖子留下印記。

## 出演作品

### 電視動畫
2002年
- 翼神世音（神名綾人）
- 魔法小米路（米蘭）

2003年
- 百變之星（肯・羅賓斯）
- 高机动幻想~新结行军歌~（日语：ガンパレード・マーチ 〜新たなる行軍歌〜）（茜大介）

2004年
- 詩∽片（臨）
- KERORO軍曹（漫画家の卵、新人漫画家、吉岡平正義）
- 混沌武士（メンバー）
- 忘卻的旋律（エラン・ヴィタール）
- 鼻毛真拳（詩人）
- 薔薇少女（男子生徒）

2005年
- CLUSTER EDGE（阿加特·弗洛莱特）
- 地獄少女（沼田祐司）(第15話)
- 不可思議星球的雙胞胎公主（奧拉）
- 曙光少女（尤特·K·史提爾）

2006年
- 水星領航員（男性B）
- 銀魂（勇二）
- TOKKO 特公（六条大樹）
- 不可思議星球的雙胞胎公主（奧拉）
- ×××HOLiC（通行人、男）
- 怪俠索羅利2（子供D、男爵）

2007年
- ef - a tale of memories.（廣野紘）
- 王牌投手 振臂高揮（田島悠一郎）
- 鬼太郎（カイ）
- Ghost Hunt（坂内）
- Sketch Book～素描簿～（根岸大地、小黑）
- 驅魔少年（シィフ）
- 東京魔人學園剣風帖 龍龍（日语：東京魔人學園剣風帖#.E3.82.A2.E3.83.8B.E3.83.A1）（緋勇龍麻）
- 東京魔人學園剣風帖 龍龍 第弐幕（日语：東京魔人學園剣風帖#.E3.82.A2.E3.83.8B.E3.83.A1）（緋勇龍麻）
- 藍蘭島漂流記（東方院行人）

2008年
- 我們這一家（学生B）
- 閃電十一人（半田真一）
- ef - a tale of melodies.（野紘）
- 神薙（御厨仁）
- 蠟筆小新（愛戶類）
- S·A特優生（狩野宙）
- SOUL EATER（妖刀マサムネ（幼少時代）/ ヒーロ）
- 忍者亂太郎（三反田数馬）
- 野良耳（日语：のらみみ）
- 破天荒遊戲（キアラ）

2009年
- 蠟筆小新（ルカ、男性D）
- 我們這一家（電視声音、男子A、生徒）
- 姐弟物語（平井、男子生徒A）
- Battle Spirits 少年激霸彈（ベルガー）
- Star Wars: The Clone Wars（TV動畫）（ジェイボ・フッド）
- BASQUASH!（丹·JD）
- 穿越宇宙的少女（彿利歐・斯露）
- 機巧魔神（樋口琢磨）
- 機巧魔神2（樋口琢磨）

2010年
- 笨蛋，測驗，召喚獸（吉井明久）
- 王牌投手 振臂高揮 -夏季大會篇（田島悠一郎）
- 名侦探柯南（森脇實）#566
- 閃電十一人（費狄歐·阿德納）
- FAIRY TAIL魔導少年（休）
- 超元氣3姊妹（矢部智）
- 妖怪少爺（黑羽丸）
- SD高達三國傳 Brave Battle Warriors（陸遜）
- 缘之空（春日野悠）
- 只有神知道的世界（桂木桂馬）
- 侦探歌剧 少女福尔摩斯（/根津次郎、魚糕）

2011年
- 笨蛋，測驗，召喚獸第二期（吉井明久）
- 超元氣3姊妹 增量中!（矢部智）
- Dragon Crisis!（如月龍司）
- 只有神知道的世界II（桂木桂馬）
- 我们没有翅膀（羽田鷹志）
- 熱拳本色1 世界大會篇（オルフェウス）
- 30歲的健康教育（今河駿、拇指、食指、中指、無名指、尾指）
- 恋爱班长 第二辑（水嶋亮治）
- SKET DANCE（椿佐介）
- 歌之☆王子殿下♪ 真愛1000%（來栖翔）
- 便·當（佐藤洋）

2012年
- 偵探歌劇 少女福爾摩斯 第2幕（/根津次郎、魚糕）
- 紙箱戰機W（大空廣）
- 足球騎士（紅林禮生）
- 美少女死神 還我H之魂！（加賀良介）
- 黑子的籃球（谷村祐介）
- 窮神（犬神桃央）
- 白熊咖啡廳（正樹）
- 超譯百人一首戀歌（宇都宮賴綱）

2013年
- 初音島III（江戶川耕助）
- 玉子市場（梅查·莫茨馬之）
- GJ部（四之宮京夜）
- 琴浦小姐（室戶大智）
- 歌之☆王子殿下♪ 真愛2000%（來栖翔）
- 黑色嘉年華（無）
- 進擊的巨人（柯尼·史普林格）
- 戰勇。（勇者阿魯巴）
- 打工吧！魔王大人（漆原半藏〈惡魔大元帥路西菲爾〉）
- 只有神知道的世界 女神篇（桂木桂馬）
- 記錄的地平線（宗次郎·勢田）
- 鑽石王牌（川上憲史）
- 機巧少女不會受傷（赤羽雷真）
- 東京闇鴉（百枝天馬）
- 两人是少女福尔摩斯（/根津次郎）
- 最強銀河 究極ZERO Battle Spirits（米洛克）

2014年
- 鄰座同學是怪咖（關俊成）
- 獻給某飛行員的戀歌（憲明·柏原）
- 愚者信長（馬爾庫斯·尤尼烏斯·布魯圖）
- Z/X IGNITION（天王寺飛鳥）
- Wake Up, Girls!（大田邦良）
- Baby Steps ~網球優等生~（深澤諭吉）
- GJ部@（四之宮京夜）
- 修業魔女璐璐萌（西野）
- 笑傲曇天（武田樂鳥）
- 記錄的地平線 第二期（宗次郎·勢田）
- 怪盜Joker（Spade）
- 晨曦公主（傑諾〈黃龍〉）
- 狼少女和黑王子（劇中男演員）

2015年
- 偵探歌劇 少女福爾摩斯 TD（ラット）
- 元氣少女緣結神◎（夜鳥）
- 無頭騎士異聞錄DuRaRaRa!!×2 承（黑沼青葉）
- 歌之☆王子殿下♪ 真愛革命（來栖翔）
- 雨色可可（都倉碧）[4]
- 干支魂（天戶、音泉King）
- 無頭騎士異聞錄DuRaRaRa!!×2 轉（黑沼青葉）
- 其實我是（嶋田）
- 純情羅曼史3（椎葉水樹）
- 名偵探柯南（刈谷勇人）※第784話「歡迎來到織女俱樂部」
- K RETURN OF KINGS（琴坂[5]、ジャンぴぃ、加茂劉芳）
- 進擊！巨人中學校（柯尼·史普林格）
- 雨色可可 Rainy color歡迎您的光臨！（都倉碧）[6]

2016年
- 疾走王子（門脇步）
- 無彩限的幻影世界（一條晴彥）
- NORN9 命運九重奏（市之瀨千里）
- 無頭騎士異聞錄DuRaRaRa!!×2 結（黑沼青葉）
- 機動戰士GUNDAM UC RE:0096（拓也·伊禮）
- 鬼牌遊戲（三好／真木克彥）
- 精靈寶可夢XY&Z（吉米）
- 烙印勇士（伊西特羅）
- 雙星之陰陽師（鸕宮天馬[7]）
- DAYS（灰原二郎）
- 吸血鬼僕人（有栖院御園）
- WWW.WORKING!!（河野拓哉）
- 歌之☆王子殿下♪ 真愛傳奇之星（來栖翔）
- 雨色可可 in Hawaii（都倉碧）

2017年
- 飆速宅男 NEW GENERATION（鏑木一差）
- ACCA13區監察課（吉恩·奧塔斯）
- 我的英雄學院 第2期（荼毘）
- 進擊的巨人 Season 2（柯尼·史普林格）
- 櫻花任務（山田孝[8]）
- 烙印勇士 第2期（伊西特羅）
- 異世界食堂（西里烏斯）
- 徒然喜歡你（山根隆夫）
- 跳水男孩（竹輪、熊貓、播報員）
- 將國戡亂記（艾爾巴哈）
- Wake Up, Girls! 新章（大田邦良）

2018年
- 伊藤潤二驚選集（押切、河合孝太、男子、男、杉男）
- 皇帝聖印戰記（セルジュ・コンスタンス）
- 劍王朝（丁寧）
- POP TEAM EPIC（POP子〈第6話B段〉）
- 飆速宅男 GLORY LINE（鏑木一差）
- 冷然之天秤（旁白、大林慎之助）
- 多田君不戀愛（山下研太郎）
- 我的英雄學院 第3期（荼毘）
- 東京喰種:re（啼）
- 錢進球場（牧場春彥）
- 罪人與龍共舞（伊吉）
- 夢王國與沉睡中的100位王子殿下（修尼）
- 進擊的巨人 Season 3（柯尼·史普林格）
- 我讓最想被擁抱的男人給威脅了。（トモ君）
- 寄宿學校的茱麗葉（古羊英悟）
- 東京喰種:re 第2期（啼）
- 名侦探柯南（井口翔）

2019年
- 閃電十一人 獵戶座的刻印（半田真一）
- 不愉快的妖怪庵 續（司法）
- 同居人是貓（河瀬篤）
- 鬼滅之刃（我妻善逸[9]）
- 只要長得可愛，即使是變態你也喜歡嗎？（桐生慧輝[10]）
- 異世界超能魔術師（卡西姆〈謎之男〉）
- 浦島坂田船的日常（爆彈聲音）
- 超人高中生們即便在異世界也能從容生存！（艾爾克）
- 警視廳 特務部 特殊兇惡犯對策室 第七課 -特7-（七月清司）
- 非洲的動物上班族（巨嘴鳥、巨嘴鳥B~D、神巨嘴鳥A~C、巨嘴鳥小孩、旁白）
- 夢幻之星Online2 EPISODE ORACLE（亞方[11]）
- 我的英雄學院 第4期（荼毘）

2020年
- 異獸魔都（蟲的魔法使）
- 八男？別鬧了！（艾爾文·馮·阿尼姆）
- LISTENERS 聆聽者（荷爾[12]）
- 彼得·格里爾的賢者時間（彼得·格里爾[13]）
- 勇者鬥惡龍 達伊的大冒險（迪羅林）
- 無能力者娜娜（中島七雄）
- 在魔王城說晚安（勇者阿卡茲基[14]）
- 進擊的巨人 The Final Season（柯尼·史普林格）

2021年
- 記錄的地平線 圓桌崩壞（宗次郎）
- ICHU偶像進行曲（艾維·阿姆斯特朗）
- 怪物事變（野火丸）
- 黑色五葉草（納哈特·浮士德）
- 我的英雄學院 第5期（荼毘）
- 後空翻少年!!（女川長吉）
- Animation x Paralympic：誰是你的英雄？（大地）
- 佐賀偶像是傳奇 捲土重來（委員長）
- 名偵探柯南（谷木圭太）
- 暗黑企業的迷宮（瓦尼貝）
- 平穩世代的韋駄天們（影木岐）
- 小林家的龍女僕S（會田竹人[15]）
- 東京復仇者（灰谷龍膽）
- 進化果實～不知不覺踏上勝利的人生～（柊誠一[16]）
- 鬼滅之刃 無限列車篇（我妻善逸）
- 狂熱深淵 迷失的孩子（時雨·丹尼爾·魁）
- 異世界食堂2（西里烏斯）
- 鬼滅之刃 遊郭篇（我妻善逸）

2022年
- 相愛相殺（宋涼河[17]）
- ORIENT 東方少年（犬飼四郎）
- 寶可夢 旅途（聶梓[18]）
- 哆啦A夢（茂手持夫[19]）
- 式守同學不只可愛而已（式守藤[20]）
- 社畜想被幼女幽靈療癒。（本週的「好可愛。」擔當）
- 繼母的拖油瓶是我的前女友（伊理戶水斗[21]）
- RWBY 冰雪帝國（強·亞克[22]）
- 打工吧!!魔王大人（漆原半藏〈惡魔大元帥路西菲爾〉）
- 歌之☆王子殿下♪ 真愛ST☆RISH TOURS ～旅途的起始～（來栖翔）
- 飆速宅男 LIMIT BREAK（鏑木一差）
- 彼得·格里爾的賢者時間 Super Extra（彼得·格里爾）
- 我的英雄學院 第6期（荼毘）
- 福星小子（烏鴉天狗）
- JoJo的奇妙冒險 石之海（古奇）

2023年
- 文豪Stray Dogs（村上）
- 突然降臨的埃及神2（阿努比斯[23]）
- 真·進化果實～不知不覺踏上勝利的人生～（柊誠一[24]）
- ONE PIECE（光月桃之助）
- 眾神眷顧的男人2（東尼[25]）
- 我的英雄學院 第6期（沃許）
- 進擊的巨人 The Final Season 完結篇（柯尼·史普林格）
- BLUE LOCK 藍色監獄（朱力安·洛基[26]）
- 冒險大陸 阿尼亞王國（サイラス）
- 鬼滅之刃 刀匠村篇（我妻善逸[27]）
- 境界服務（サイラス・N・空閑[28]）
- 小小哥吉拉的逆襲（小小拉頓[29]）
- 第二次被異世界召喚（盧卡）
- Lv1魔王與獨居廢勇者（雷奧[30]）
- 我的幸福婚約（五道佳斗[31]）
- 不死少女的謀殺鬧劇（魅影[32]）
- 間諜教室（白蜘蛛）
- 成為悲劇元凶的最強異端，最後頭目女王為了人民犧牲奉獻（亞蘭·巴納茲[33]）
- 雖然等級只有1級但固有技能是最強的（尼普頓[34]）
- 公司的小小前輩（石山聰）
- 東京復仇者 天竺篇（灰谷龍膽[35]）
- 想當冒險者前往都市的女兒成為S級（シュバイツ[36]）
- 聖魔大戰 BIKKURI-MEN（曼聖裸二型[37]）
- 我的新上司是天然呆（白桃[38]）

2024年
- 秒殺外掛太強了，異世界的傢伙們根本就不是對手。（花川大門[39]）
- 外科醫生愛麗絲（クリス・ド・クロレンス[40]）
- 我的英雄學院 第7期（荼毘[41]）
- 鬼滅之刃 柱訓練篇（我妻善逸[42]）
- 現代誤譯（兔堂雄星[43]）
- 金剛戰神U（兜甲兒[44]）
- 曾經、魔法少女和邪惡相互為敵。（奧奇歐涅[45]）
- SHY靦腆英雄（朱鷺丸[46]）
- Delico's Nursery（安立奎·洛爾卡[47]）
- 尋神的旅途（藍采和[48]）

2025年
- 我的幸福婚約（第2期）（五道佳斗[49]）
- 魔農傳記 FARMAGIA（伊梅洛[50]）
- 嗚莓貓貓（小灰[51]）
- Everyday Host（光一[52]）
- Princession Orchestra（ナビーユ[53]）
- #空帕斯2.0：陣地攻防戰（馬爾克斯'55[54]）
- 強者的新傳說（賽蘭[55]）
- WITCH WATCH 魔女守護者（草間狭霧[56]）

2026年
- MAO摩緒（百火[57]）
- 東京復仇者 三天戰爭篇（灰谷龍膽[58]）

### OVA
- 百變之星 系列（肯・羅賓斯）
  - 百變之星 新たなる翼 -EXTRA STAGE-「笑わない すごい お姫様」
  - 百變之星 Legend of phoenix レイラ・ハミルトン物語〜
  - 百變之星 ぐっどだよ! ぐぅーっど!
- CLUSTER EDGE Secret Episode（阿加特·弗洛莱特）
- Memories Off 3.5 想い出の彼方へ（加賀正午）
- 異世界聖機師物語（征木劍士）
- 野性類戀人（圓谷則夫）
- 機動戰士高達 UC（拓也·伊礼）
- 眼镜女友（高塚辰也）
- 神聖騎士（水村心田）
- 只有神知道的世界 OVA（桂木桂馬）
- 屍體派對OVA（持田哲志）

2005年
- MUNTO～穿越时空之壁（戶部貴志）

2007年
- ツバサ TOKYO REVELATIONS（昴流）

2009年
- 聖鬥士星矢 THE LOST CANVAS 冥王神話（亞倫/哈迪斯）
- 交響情人夢 特別番外編（リュカ・ボドリー）

2010年
- 腐女子的品格（社長）

2011年
- 笨蛋，測驗，召喚獸 〜祭〜（吉井明久）

2012年
- 堀與宮村（井浦秀）
- 只有神知道的世界OVA 天理篇（桂木桂馬）※單行本19卷特別版附贈DVD[59]

2013年
- 魔法少女☆偶像之星 加儂100%（桂木桂馬）

2014年
- 流浪神差（地）※單行本第10卷特別版附贈DVD
- 堀與宮村（井浦秀）
- 絕滅危愚少女 Amazing Twins（和希）

2015年
- 堀與宮村（井浦秀）
- 晨曦公主（傑諾〈黃龍〉）

2017年
- SUPER LOVERS（智也）

2019年
- 鬼滅之刃 兄妹之絆（我妻善逸）

2020年
- ACCA13區監察課 Regards（吉恩・歐塔斯）[60]
- 鬼滅之刃 那田蜘蛛山篇（我妻善逸）
- 鬼滅之刃 柱合會議蝶屋敷篇（我妻善逸）

### 網路動畫
2016年
- 寶可夢世代（麥可）

2017年
- 梦王国与沉睡的100王子 短篇动画（弗留斯）

2018年
- 裝刀凱 The Animation（マーカス・リートス）

2019年
- 愛姬 MEGOHIME（政宗MASAMUNE／伊達藤次郎）

2020年
- 突然降臨的埃及神（阿努比斯）

2021年
- 鬼滅學園 情人節篇（我妻善逸）
- 干支魂～貓客萬來～（天戶岳）

2022年
- 浪漫殺手（真斗[61]）

2023年
- 伊藤潤二狂熱：日本恐怖故事（押切）
- 惡魔君（ストロファイア[62]）

2024年
- 與聲優夜遊 ANIMATION[63]

2025年
- 從前從前有隻貓 世界喵童話（チャトラ[64]）

### 劇場版動畫
- 翼神世音 多元變奏曲（神名綾人）
- Keroro軍曹大電影 3（吉岡平正義）
- 空中杀手The Sky Crawlers（パイロット）
- 真救世主傳説 北斗之拳 ラオウ伝 激闘之章（拳四郎（少年））
- Cencoroll（徹）
- 閃電十一人 最強軍團王牙來襲（費狄歐·阿德納、半田真一）
- Wake Up, Girls! 七位偶像（大田邦良）
- 南島的小迪拉（梅查·莫茨馬之）
- 劇場版 K MISSING KINGS（琴坂）

2019年
- 劇場版 歌之☆王子殿下♪ 真愛王國（來栖翔）
- 我的英雄學院劇場版：英雄新世紀（荼毘）

2020年
- 鬼滅之刃劇場版 無限列車篇（我妻善逸）

2021年
- 漁港的肉子（蜥蜴、壁虎）
- EUREKA/交響詩篇艾蕾卡7 HI-EVOLUTION（サムナ・スタージョン）

2022年
- 電影 可愛巧虎島 巧虎與閃亮閃亮王國的王子殿下（マロン）
- 電影 殘念生物事典（ウサギ崎先輩）
- 電影 後空翻少年!!（女川長吉）
- 劇場版 歌之☆王子殿下♪ 真愛ST☆RISH TOURS（來栖翔）

2024年
- 機動戰士GUNDAM SEED FREEDOM（オルフェ・ラム・タオ[65]）

2025年
- 鬼滅之刃劇場版 無限城篇 第一章 猗窩座再襲（我妻善逸[66]）

### 遊戲
- [PS2] Aqua Kids（日语：アクアキッズ）
- [PC] （鳴海瀬奈）
- 鍊金術士系列（テオ・モーンマイヤー）
  - [PS2] 鍊金術士莉莉 〜薩爾博格的鍊金術士3〜
  - [PS2]
- [PS2] ARIA The NATURAL ～遙遠記憶之幻象～（青年（主人公））
- 閃電十一人系列
  - [DS] （半田真一）
  - [DS] （半田真一）
  - [DS] 
  - [Wii] 
- 交響詩篇#遊戲系列
  - [PS2]  TR1:NEW WAVE
  - [PS2]  NEW VISION
- [PS2] ef - a fairy tale of the two. PS2版（広野紘）
- [PS3/Xbox360] 永恆的盡頭（End of Eternity）（ゼファー）
- [DS] おおきく振りかぶって ホントのエースになれるかも（日语：おおきく振りかぶって ホントのエースになれるかも）（田島悠一郎）
- [PS2] カオスウォーズ（日语：カオスウォーズ）（犬神藏人）
- [PS2] Quartett! 〜THE STAGE OF LOVE〜（日语：Quartett! 〜THE STAGE OF LOVE〜）
- [PS2] クラスターエッジ 〜君を待つ未来への証〜（アゲート・フローライト）

屍體派對系列（持田哲志）
- - [PSP] 屍體派對 - BloodCovered：…Repeated Fear
  - [PSP] 屍體派對 - Book of Shadows
  - [PSP] 屍體派對 - Hysteric Birthday 2U
  - [PSV] 屍體派對 - Blood Ddive
  - [3DS] 屍體派對 - BloodCovered：…Repeated Fear
- [PS2] 式神の城 七夜月幻想曲（日语：式神の城 七夜月幻想曲）（華南レイ）
- [PS2] 闇影之心2（犬神蔵人）
- [PS2] 少女義経伝（日语：少女義経伝）（武藏坊辨慶）
- 超級機器人大戰系列（神名綾人）
  - [PS2] 超級機器人大戰MX
  - [PSP] 超級機器人大戰MX PORTABLE
  - [PS2] 超級機器人大戰Scramble Commander the 2nd
- [PC] Spell Down（東昇）
- [Wii] 宝島Z バルバロスの秘宝（日语：宝島Z バルバロスの秘宝）
- [DS] 
- [OnlineGame] 星空幻想Online（索瑪）
- [PSP] 偵探歌劇 少女福爾摩斯（/根津次郎）
- [PSP] 付喪物語（古森賢兒）
- [PC] Take off!（小宮山悦二）
- [Wii] 交響曲傳奇 拉塔特斯克的騎士（艾米爾・凱斯塔尼耶/拉塔特斯克）
- [PS2] D→A：WHITE（新城灯夜）
- [PSP] 電撃のピロト〜天空の絆〜（日语：電撃のピロト〜天空の絆〜）
- [PS2] 轉生學園月光錄（仁科麒一）
- [Xbox360] 信賴鈴音～蕭邦之夢～（アレグレット）
- [OnlineGame] トリックスター（コルウス）
- [PS3/Xbox360] 最终幻想XIII（オーファン）
- ファントム・ブレイブ（日语：ファントム・ブレイブ） 系列
  - [PS2] 
  - [Wii] 
  - [PSP]
- [PC] （川堀四郎）
- [PS2] 魔界戰記2（タロー）
- [PSP] 魔界戰記2 PORTABLE（タロー）
- [PS3] 魔界戰記3（日语：魔界戦記ディスガイア3）
- [PSP] みんなのテニス ポータブル（日语：みんなのテニス）
- [PS2] 翼神世音 蒼穹幻想曲（日语：ラーゼフォン 蒼穹幻想曲）（神名綾人）
- [Wii] The Last Story（ユーリス）
- [PS2] ラブルートゼロ KissKiss☆ラビリンス（日语：ラブルートゼロ）
- [PS2] 狂野歷險 the Vth Vanguard（汀・史塔克(Dean Stark)）
- [PC/PS2/DS] 阿拉伯迷情（日语：アラビアンズ・ロスト）（梅森·希尔德嘉德）
- [PSP] 维新恋华 龙马外传（藤堂平助）
- [PSP] うたの☆プリンスさまっ♪（来栖翔）
  - [PSP]
- 好逑少女 系列（川崎明）
  - [DS]好逑少女 夏色射手
  - [DS]好逑少女2 两个翠！？
- [PC/PS2] 绯红帝国（日语：クリムゾン・エンパイア〜Circumstance to serve a noble〜）（梅森·希尔德嘉德）
  - [PC] 绯红王室
- [PC] 死神修行开始了。（御薗空人）
- [PS2] 深红骑手Xechs 系列（鞍馬弘）
  - 深红骑手Xechs
  - 深红骑手Xechs -STARDUST LOVERS-
- [PC]STAMP OUT（鈴木雪也）
- [PS2] 空梦（ケット・シー）
  - [PSP] 空梦 携带版
- [PC] 断罪的玛利亚（日语：断罪のマリア）（御柱桐人）
- [PC/DC/PS2] Cherry Blossom（樱濑早月）
  - [PSP] Cherry Blossom 携带版
- [DS] 天下一★战国LOVERS DS（羽柴秀吉）
- [DS] 花样男子 －恋爱女子！－（青池和也）
- [PSP] 遥远时空中5（桐生祟）
- [PC] 魔法使与主人 New Ground（日语：魔法使いとご主人様）（梅森·希尔德嘉德）
- [PS2/PSP] 水之旋律2 ～绯之记忆～（柏木好春/普賢）
- [PS2] 蜜×蜜水果糖 LOVE×LOVE HONEY LIFE（雪柳伊織）
- 猛兽使与王子 系列（卢西亚）
  - [PS2]猛兽使与王子
  - [PS2]猛兽使与王子 〜Snow Bride〜
- [PS2] 幻影少年 cross road（稻村岳人）
- [PS2] Last Escort2 ～深夜之甜蜜荆棘～（日语：ラスト・エスコート）（玲司）
- [PC] 帝国千战记（日语：帝国千戦記）（朱緋真）
- [PS2] 「っポイ!」 ひと夏の経験!?（天野平）
- [PSP] 光輝同盟（伊修特、阿修雷）
- [PC] 夢幻之星Online2（アフィン）
- [PSP] NORN9 (市之瀨千里)
- [PSV] NORN9 last era（市之瀨千里)
- [Android/IOS] 愛☆Chu（鮮血的帝王/艾庫亞‧愛姆斯多隆庫）
- [Android/IOS] 夢王國與100位沉睡中的王子殿下（修尼、弗留斯）
- [Android/IOS] 白貓project （傑羅奇斯）
- [PSV/PS4] 新槍彈辯駁V3 大家的自相殘殺新學期 （王馬小吉）
- [Android/IOS] 在茜色世界與君詠唱（紀貫之）
- [OnlineGame] 靈魂行者（歐文·阿克萊特）
- [OnlineGame] 刀劍亂舞（白山吉光）
- [Android/IOS] 夢間集（獨釣寒江）
- [Android/IOS] 美男革命 愛麗絲與戀之魔法（雷・布萊克威爾）
- [Android/IOS] 蒼之紀元（艾利歐特）
- [Switch/Android/IOS/PC] ICEY (旁白君/龐白君)
- [Switch] 異度神劍2（雷克斯）
- [Switch] 任天堂明星大亂鬥 特別版（雷克斯）
- [Android/IOS] 食之契約（披薩）
- [Android/IOS/PC] 原神（林尼）[67][68]
- WIND BOYS！（鈴白育三）
- 永恆冒險（萊恩）
- 聖火降魔錄 Engage（琉爾（男））
- 聖火降魔錄 英雄雲集（琉爾(男)、伍爾特）

### 配音
- 失蹤現場（Without a Trace）（レイ）#83
- 孟漢娜（ルーカス）#35
- 哈利波特－火盃的考驗（學生）
- 塵土工廠（The Dust Factory）（萊恩）
- 识骨寻踪（Bones）（クリントン・ギルモア）
- 魔鬼終結者Zero（Kenta[69]）

### 廣播
- （WEBラジオ：2005年10月7日 - 2006年6月23日、2006年8月11日）（與福山潤、岸尾大輔、吉野裕行共同主持）
- （WEBラジオ：2010年1月14日 - 12月24日）（與平川大輔共同主持）
- （WEBラジオ：2003年9月5日 - 11月28日）
- （WEBラジオ：2011年2月23日 - 7月27日）（與伊藤加奈惠共同主持）
- （WEBラジオ：2009年1月9日 - 2010年12月31日）（與小野大輔共同主持）
- （WEBラジオ：2009年4月22日 - 2010年4月21日）
- （WEBラジオ：2008年7月4日 - 2010年11月26日）（與梶裕貴共同主持）
- （ラジオ大阪：2006年10月8日 - 2007年12月30日/公式サイトからの配信：2006年10月8日 - 2007年12月30日/音泉：2006年10月19日(#2开始) - 2008年1月3日）（與喜多村英梨共同主持）
- （WEBラジオ：2010年7月8日 - 10月14日）（與鈴村健一共同主持）
- （WEBラジオ）（與高城元気共同主持）
- （WEBラジオ：2010年12月9日）（與明坂聪美、寺島拓篤、岸尾大輔共同主持）
- （WEBラジオ：2010年12月10日 - ）（與釘宮理恵共同主持）
- バカとテストと召喚獣 文月学園放送部（WEBラジオ：2009年11月12日 - ）（與原田 ひとみ共同主持）
- （WEBラジオ：2005年12月8日 - 2006年7月6日）（與寺島拓篤共同主持）
- （WEBラジオ：2003年10月7日 - 2004年2月3日）（與水橋かおり共同主持）
- VOICE CREW（2003年10月5日 - 2004年3月28日）（與水橋かおり共同主持）
- 機巧少女不會受傷 Facing “Radio Party”（WEB Radio：2010年9月1日）（與原田ひとみ、高本めぐみ共同主持）
- （WEBラジオ：2010年6月10日 - ）（與高垣彩阳、明坂聪美、户松遥共同主持）
- （WEBラジオ：2005年4月8日 - 2006年6月23日）
- RADIO小宇宙通信（WEBラジオ：2009年5月14日 - 12月3日）（與柿原徹也、三宅健太共同主持）
- （WEBラジオ：2001年4月12日 - 9月26日）（與中原麻衣共同主持）
- （WEBラジオ：2006年3月10日 - 12月22日）
- （WEBラジオ：2004年7月9日 - 2007年7月27日）
- （WEBラジオ：2009年2月6日 - 9月11日）
- （2009年9月7日 - 2010年8月23日（全26回））（1.2.8.9.18 回來賓）
- （2010年10月11日 - 2012年4月2日（全37回））（6.7.27.32回來賓）

Radio Drama
- ヘタコイ（日语：ヘタコイ）（駒井静）

### CD

#### 音樂CD
個人單曲
|            | 發售日        | 專輯名        | 規格編號                                           | 規格編號   | 最高位 |
| 初回限定盤 | 發售日        | 專輯名        | 通常盤                                             |            | 最高位 |
| ---------- | ------------- | ------------- | -------------------------------------------------- | ---------- | ------ |
| 1st        | 2016年3月16日 | リアル -REAL- | PCCG-01514                                         | PCCG-70311 | 4位    |
| 2nd        | 2016年8月31日 | ONE CHANCE    | PCCG-01540（初回限定盤A）PCCG-01541（初回限定盤B） | PCCG-70327 | 9位    |

角色歌
（＝）
（（中村悠一）、（間島淳司）、（杉田智和））
（来栖翔）
（（宮野真守）、（諏訪部順一）、来栖翔）
「Welcome to UTA☆PRI world!!」（一十木音也（寺島拓篤）、聖川真斗（鈴村健一）、四ノ宮那月（谷山紀章）、（宮野真守）、（諏訪部順一）、来栖翔）
（来翔）
（四ノ宮那月（谷山紀章）、来栖翔）
「熱情 SERENADE」（（宮野真守）、（諏訪部順一）、来栖翔）
（羽田鷹志）
- CD The Dreamers編

「Keep Your Dreams」（和磨左近（寺島拓篤）、相楽右京）
（相楽右京）
（桂木桂馬 starring 下野紘、有坂美香&The Sunshowers、ELISA、川崎里実）
「Lightning Girl」（ケン・ロビンス）
（Cluster'S）
（下野紘、吉野裕行）
（Cluster'S）
（下野紘）
（下野紘、福山潤）
（（小野大輔））

「Solitary Dawn」（＝）
- Scared Rider Xechs CHARACTER CD〜STAR YELLOW DISC〜「無敵のTwinkle★Star」

（（近藤隆））
（滝島彗（福山潤）、狩野宙、山本純（代永翼）、辻竜（堀江一眞））
「Gorgeous 4U」（滝島彗（福山潤）、狩野宙、山本純（代永翼）、辻竜（堀江一眞））
（狩野宙）
ver.（狩野宙）

（小此木優（泰勇気）、小宮山悦二、榊晴那（伊藤隼人））
「一輪花」（柩（寺島拓篤）、橘）
- 【絕華丿章主題曲】

「花陽炎」(橘)
「starting」（如月竜司、（釘宮理恵））
「Welcome to the Brand New World」（如月竜司、（釘宮理恵）、英理子（野上尤加奈））
「beautiful beast」（（豬口有佳）、如月竜司）
「Fall in Love」（如月竜司、（堀江由衣）、（豬口有佳））
「Light and Shadow」（如月竜司、（神谷浩史））
「destiny」（（釘宮理恵）、如月竜司、（神谷浩史））
「Everlasting Flower」（如月竜司）
「curtain call」（如月竜司、（釘宮理恵）、英理子（野上尤加奈）、（堀江由衣）、（豬口有佳）、（神谷浩史））
「Everlasting Flower -大切な想い-」（如月竜司、（釘宮理恵）、英理子（野上尤加奈）、（堀江由衣）、（豬口有佳）、（神谷浩史））
「Siesta」（（堀江由衣）、行人）
「宝物」（（堀江由衣）、行人）
（東方院行人）
（東方院行人）
（黒羽丸、（入野自由）、（小清水亜美））
（吉井明久）
- （遮那 with 柏木好春）

「Alone」（遮那（小西克幸）、柏木好春）
（矢部智）
（矢部智、（明坂聡美））

（玲司）
（（宮田幸季））
本人名義
「Tomorrow's wind」（（下野紘、梶裕貴））
「Misty Moon」（しもかじ。）
Vocal Unit『Root』
- 「CLOVER」
- 「風夏」

## 外部連結
- I'm Enterprise介紹資料（页面存档备份，存于）（日語）
- 本人部落格（页面存档备份，存于） - （日語）
- 非官方應援網站（页面存档备份，存于） - （日語）